# Max Kozloff
Max Kozloff (Chicago, Estados Unidos, 21 de junio de 1933-Nueva York, Estados Unidos, 6 de abril de 2025) fue un historiador de arte estadounidense, crítico de arte moderno y fotógrafo. Ha sido editor de arte en The Nation y editor ejecutivo de Artforum. Su ensayo "American Painting During the Cold War" es de especial importancia para la crítica sobre el expresionismo abstracto estadounidense.
Kozloff recibió una beca Guggenheim en 1968 y un premio Infinity de escritura del Centro Internacional de Fotografía en 1990.

## Primeros años y educación
Kozloff nació en Chicago, Illinois. Se graduó en la Universidad de Chicago en 1953. Entre 1954 y 1956 sirvió en el ejército estadounidense, antes de regresar a la Universidad de Chicago para obtener su máster en 1958. En 1959 ingresó en el Instituto de Bellas Artes de la Universidad de Nueva York para realizar un doctorado, y posteriormente obtuvo una beca Fulbright para 1962-1963.

## Carrera
Comenzó su carrera con un puesto de profesor en la Universidad de Nueva York (NYU), y se incorporó a The Nation como crítico de arte en 1961, donde trabajó hasta 1968, y a Art International.
En 1964, dejó la NYU sin licenciarse y empezó a trabajar en Artforum como editor asociado. En 1965 recibió una beca de la Fundación Ingram Merrill y, en 1966, el premio Frank Jewett Mather de crítica de arte de la College Art Association of America. Se convirtió en editor colaborador de Artforum en 1967 y ascendió hasta convertirse en su editor ejecutivo entre 1975 y 1977. Mientras tanto, en 1976, se convirtió en fotógrafo de arte, y en los años siguientes realizó numerosas exposiciones y se convirtió en crítico de fotografía.
Se incorporó al cuerpo docente de la School of Visual Arts en 1989. También siguió siendo profesor del California Institute of the Arts.

## Vida personal
Kozloff se casó con la artista Joyce Blumberg en 1967.
En 1968, firmó el compromiso "Writers and Editors War Tax Protest", prometiendo rechazar el pago de impuestos en protesta por la guerra de Vietnam.

## Publicaciones
- Jaspe Johns, Abrams, 1972.
- Futurismo/de cubismo (1973).
- Fascinación & de fotografía: Ensayos (1979).
- Leon Levinstein: el momento de exposición. Galería nacional de Canadá, 1995.   .
- Cultivó Impasses: Ensayos en el Decayendo de la Vanguardia, 1964@–1975 (2000).
- Nueva York: Capital de Fotografía (2002). ISBN 0-300-09445-0.
- El Teatro de la Cara: Fotografía de Retrato Desde entonces 1900 Phaidon, 2007. ISBN 978-0-7148-4372-8.[8]

## Premios
- 1968: Guggenheim Camaradería del John Simon Guggenheim Fundación Conmemorativa, Ciudad de Nueva York[9]
- 1990: Premio de Infinidad para Escribir del Centro Internacional de Fotografía, Ciudad de Nueva York[10]